# أسل مضغوط
أسل مضغوط (الاسم العلمي: Juncus compressus) نوع نباتي يتبع جنس الأسل وينتمي إلى الفصيلة الأسلية.